# Jardinillos de San Roque
Los jardinillos de San Roque son unos jardines situados en Paseo Ezequiel González en la ciudad de Segovia (España). Fueron abiertos al público en 1872.

## Historia
En 1872 los jardines se abrieron al público aunque ya diez años antes se ubicó una fuente pública en ellos. Los jardines se abrieron bajo el nombre Campo de San Roque, por alzarse en él las ruinas de una ermita dedicada a San Roque, el santo protector de la peste. En 1679 la ermita estaba en ruinas y la talla de San Roque (posiblemente del siglo XVII, con distintos añadidos) termina en la iglesia de San Millán, adonde acude cada año la representación municipal.
En 1943 la Delegación Nacional de Sindicatos construyó un pabellón dedicado a la Feria de Muestras. En aquel momento, los jardines ocupaban hasta el edificio de los sindicatos en Avenida de Fernández Ladreda (en la actualidad, Avenida del Acueducto).
En 1949 los jardines sufrieron una de las remodelaciones más importantes.
En 1958, enmarcado por dos cedros, se levantó un monumento dedicado a Aniceto Marinas. El busto en bronce de Aniceto Marinas fue obra del escultor valenciano Mariano Benlliure. Anualmente, la Cofradía de la Soledad al Pie de la Cruz y del Santo Cristo en su Última Palabra realiza un homenaje cada Semana Santa.
En 2013 el pabellón se rehabilitó para acoger el Espacio CyL Digital de Segovia. Hasta ese año, la zona de recreación infantil contaba con un tiovivo y unas barcas voladoras.
Actualmente, los jardines mantienen un área de juegos infantiles renovada y, durante el verano, se instalan casetas de lectura, conocidas como Bibliotecas de Verano, para fomentar la lectura al aire libre. En 2021 la concejalía de Cultura del ayuntamiento, en colaboración del D-Lab School of Architecture and Design de IE University, presentaron una nueva caseta de lectura situada junto al monumento de Aniceto Marinas.